# Boulder Dash
A Boulder Dash (バルダーダッシュ; Hepburn: Barudā Dasshu) a First Star Software gondozásában 1984-ben megjelent videójáték  az Atari 8 bites számítógépre, amelynek később számos változata, valamint több folytatása jelent meg különböző platformokon, többek között a következőkön: Apple II, MSX, ZX Spectrum, Commodore 64, NES, BBC Micro, Acorn Electron, PC, Amstrad CPC, Amiga, Intellivision, Mac és Xbox 360. A játék Peter Liepa és Chris Gray műve, amelynek jogait 1983 október 28-án a First Star Software nevű cég szerezte meg – és még a mai napig is annak szellemi tulajdonát képezi, beleértve „Boulder Dash” címet is, mint bejegyzett védjegy.
A játék főhőse „Rockford” névre hallgat. Feladata, hogy különböző barlangokban (szinteken) utat ásva magának, a megadott határidő letelte előtt megtalálja a kijáratot, összegyűjtve az ott található drágaköveket és gyémántokat, elkerülve a különböző veszélyeket, mint például lezuhanó sziklák (amelyek lavinaként rázúdulva körül is zárhatják őt), vagy robbanások.
2014. január 21-én a First Star Software és TapStar Interactive bejelentették, hogy az eredeti megjelenés 30. évfordulójára a játék freemium mobiltelefonos verzióját „Boulder Dash – 30th Anniversary” címen, a First Star Software, TapStar Interactive és SoMa Play Inc. közreműködésében kiadják Android, illetve iOS rendszerekre. A PC és Mac verzió "Boulder Dash – 30th Anniversary" címen 2016. június 24-én jelent meg Steam's GreenLight rendszerében, majd szeptember 14-én elérhetővé vált a Steam-en. A PC-s és Mac verziókban egy barlang- (szint) szerkesztő is elérhető, amely lehetővé teszi a játékosoknak, hogy létrehozzanak saját pályákat és megosszák azokat a Steam Workshop-on keresztül.

## Boulder Dash sorozat
Az eredeti Boulder Dash játéksorozat első tagja 1984-ben jelent meg otthoni számítógépre, majd a First Star Software gondozásában folyamatosan jelentek meg további címek:  
- Boulder Dash (1984) – a Boulder Dash eredeti kiadása több otthoni számítógépes platformon is megjelent.
- Boulder Dash (1984) – az eredeti játék átirata, amelyet az Exidy készített saját Max-A-Flex arcade cabinet típusú gépére. Ez a verzió szinte teljes egészében megegyezett az eredetivel, a különbség mindössze annyi volt, hogy a játékos tudott "időt vásárolni" pénzbedobással  (30 másodpercet). Ez volt hivatalosan az első olyan otthoni számítógépre megjelent játék, amelynek játéktermi átirata készült.[3]
- Boulder Dash (1985 – Arcade) – 1985-ben a Comptiq kiadásában megjelent egy másik játéktermi verzió a Data East's "DECO Cassette System" rendszerére, továbbfejlesztett grafikával, de gyengébb képernyőfelbontás mellett.[3]
- Boulder Dash II (1985) – a második rész, amely otthoni számítógépekre készült, több alcímmel jelent meg: Rockford's Riot MSX rendszerre, Rockford's Revenge C64-re (a korábbi ZX Spectrum-os marketinganyagok alapján, de később a kazetta borítója a Reg Wilkins, Allan McInlay, Martin Brown és David Kivlin alkotta dizájn csapat által alkotottra lett lecserélve). Japánban Champion Boulder Dash,[3] címen lett kiadva a játék, de ez nem egyezik meg a nyugat verzió átiratával.[4]
- Boulder Dash 3 (1986 – Apple II, C64, Spectrum, PC) – monokróm, űr-témájú grafikája és gyenge pályatervezése miatt rossz kritikai fogadtatásban részesült rész.[3]
- Boulder Dash Construction Kit (1986 – Apple II, C64, Spectrum, Atari 8-bit computers, Atari ST) – ehhez a részhez kevés pálya (12 barlang és 3 mellékküldetés) készült,[5] mégis Boulder Dash IV – The Game címen jelent meg, mint a játék újrakiadása Spektrumra.[3] A címben sugallt módon ebben a részben elérhető egy pályaszerkesztő is.
- Rockford (1988 – Arcade, Amiga, Atari 8-bit, Atari ST, Arcade, Spectrum,[6] Amstrad, C64)[3] – a "Rockford" eredetileg egy Arcadia Systems által licencelt játéktermi változat, amelyből később különböző otthoni számítógépes átiratok készültek.
- Boulder Dash Part 2 (1990 – Arcade)[3]
- Boulder Dash (1990 – Game Boy)[3]
- Boulder Dash (1990 – NES)[3]
- Boulder Dash EX (2002 – Game Boy Advance) – ebben a változatban megjelent egy új, ún. "EX" mód, illetve megtalálható benne egy ún. "Classic" mód is, amely az eredeti 1984-es PC-s verzió átirata.[3]
- Boulder Dash Xmas 2002 Edition (2002 – PC)[3]
- GemJam Gold (2003 – PC) – amely a játék információk szerint a Boulder Dash alapján készült, licenctulajdonosa ugyanúgy a First Star Software.[3]
- Boulder Dash – Treasure Pleasure (2003 – PC)[3]
- Boulder Dash: Rocks! (2007 – DS, iOS)[3]
- Boulder Dash Vol 1 (2009 – iOS)[3]
- Boulder Dash-XL (2011 – Xbox Live Arcade, PC)[7]
- Boulder Dash – The Collection! (2011 – Android) Boulder Dash - The Collection for Android Announced. [2011. szeptember 26-i dátummal az eredetiből archiválva]. (Hozzáférés: 2016. december 16.)
- Boulder Dash (2011 – Atari 2600) – 250 példányszámú limitált kiadás.
- Boulder Dash-XL 3D (2012 – Nintendo 3DS) – 3D átirata a Boulder Dash-XL-nek.
- Boulder Dash-XL by HeroCraft (2012-2014 – iOS) – amelyb "retro" módja az eredeti Boulder Dash megjelenését utánozza.
- Boulder Dash: 30th Anniversary a TapStar Interactive and First Star Software Inc. közös kiadású játéka, amelynek része egy az eredeti alkotó, Peter Liepa  által tervezett pályaszerkesztő (world designer), illetve egy olyan pálya (world), amelyet az alkotópáros másik tagja, a TapStar ügyvezetője (CEO), Chris Gray tervezett. A sorozat ezen taga a TapStar Interactive,  First Star Software, SoMa Play Inc. és Katsu Entertainment LLC (2014 – Android, iOS) együttműködéséből született, és mind prémium (fizetős), mind freemium kiadásban elérhető.[8]
- Boulder Dash (2015 – Intellivision)  – Scott Nudds programozó által készített verzió. Társkiadói a First Star Software, Inc. és a Classic Game Publishers, Inc./Elektronite.
- Boulder Dash: 30th Anniversary (2016 – PC and Mac) – a TapStar Interactive and First Star Software Inc. közös kiadású játéka, amelynek része egy az eredeti alkotó, Peter Liepa által tervezett pályaszerkesztő (world designer), illetve egy olyan pálya (world), amelyet az alkotópáros másik tagja, a TapStar ügyvezetője (CEO), Chris Gray tervezett.

## Fogadtatás és értékelés
| Szerző                | Értékelés |
| --------------------- | --------- |
| CVG                   | 34/40     |
| Sinclair User         | 5/10      |
| Your Sinclair         | 8/10      |
| Zzap!64               | 97%       |
| Home Computing Weekly | 5/5       |

| Szerző  | Díj        |
| ------- | ---------- |
| Zzap!64 | Gold Medal |

A II. Computing Apple II-programozásról szóló folyóirat azt írta a Boulder Dashről, hogy „A gazdag színvilágú animáció, és az izgalmas történet párosítása több, mint pillanatnyi figyelemlekötés.”
A Compute! kedvezően értékelte a Boulder Dash Construction Kitet, megjegyezve, hogy a demójáték sokkal nehezebb volt, mint az eredeti Boulder Dash. A Mean Machines a játék Game Boy átiratára 90%-os értékelést adott – dicsérve, mint „az egyik legjobb videójáték, amit valaha is írtak” – leírásában úgy hivatkozva a játékra, mint „olyan, amit amint csak lehet, meg kell vásárolni”, megjegyezve, hogy a játék teljesen hű az eredeti Commodore 64-es verzióhoz.
az IGN a játék a Commodore 64-es verziójának Virtual Console-os kiadását tesztelte. Bár a grafikát és a hangot is divatjamúltnak tartották, megállapították, hogy a játék nagyon élvezhető és „még mindig olyan friss, mint 1984-ben.” Arra a következtetésre jutottak, hogy "though it doesn't look like much, Boulder Dash rocks." (lefordíthatatlan szójáték, értelme kb. az, hogy: "Bár nem tűnik annak, de kőkemény játék." – utalva a címre, amely "Kőtörő"-ként is fordítható.)
A ZX Spectrum verzió 9. helyet ért el a Your Sinclair Official Top 100 Games of All Time listáján (A Your Sinclair hivatalos listája minden idők 100 legjobb játékáról).
A Zzap!64 kritikusai vegyesen értékelték a Boulder Dash III. részét. Gary Penn bírálta az új stílusú grafikát, de elismerte, hogy a játékmenet még mindig élvezetes, bár nem mutat fel igazi újítást a korábbi részekhez képest. Gary Liddon egyetértett abban, hogy a játék nem nagyon különbözött az elődeitől, de továbbra is jó móka. Julian Rignall volt a leglelkesebb a játékkal kapcsolatban, kijelentve, hogy „a legjobb a Boulder Dash sorozat összes része közül”. Összességében a játék 93%-os értékelést kapott.
A Boulder Dash Construction Kit megkapta a Zzap! Arany Medál-Díjat (Gold Medal Award).

## Fordítás
Ez a szócikk részben vagy egészben  a   Boulder Dash című angol Wikipédia-szócikk ezen változatának fordításán alapul.  Az eredeti cikk szerkesztőit annak laptörténete sorolja fel. Ez a jelzés csupán a megfogalmazás eredetét és a szerzői jogokat jelzi, nem szolgál a cikkben szereplő információk forrásmegjelöléseként.